# Championnat d'Allemagne de hockey sur gazon
 (mai 2022).
La mise en forme du texte ne suit pas les recommandations de Wikipédia : il faut le « wikifier ».
Les points d'amélioration suivants sont les cas les plus fréquents :
- Les titres sont pré-formatés par le logiciel. Ils ne sont ni en capitales, ni en gras.
- Le texte ne doit pas être écrit en capitales (les noms de famille non plus), ni en gras, ni en italique, ni en « petit »…
- Le gras n'est utilisé que pour surligner le titre de l'article dans l'introduction, une seule fois.
- L'italique est rarement utilisé : mots en langue étrangère, titres d'œuvres, noms de bateaux, etc.
- Les citations ne sont pas en italique mais en corps de texte normal. Elles sont entourées par des guillemets français : « et ».
- Les listes à puces sont à éviter, des paragraphes rédigés étant largement préférés. Les tableaux sont à réserver à la présentation de données structurées (résultats, etc.).
- Les appels de note de bas de page (petits chiffres en exposant, introduits par l'outil «  Source ») sont à placer entre la fin de phrase et le point final[comme ça].
- Les liens internes (vers d'autres articles de Wikipédia) sont à choisir avec parcimonie. Créez des liens vers des articles approfondissant le sujet. Les termes génériques sans rapport avec le sujet sont à éviter, ainsi que les répétitions de liens vers un même terme.
- Les liens externes sont à placer uniquement dans une section « Liens externes », à la fin de l'article. Ces liens sont à choisir avec parcimonie suivant les règles définies. Si un lien sert de source à l'article, son insertion dans le texte est à faire par les notes de bas de page.
- La présentation des références doit suivre les conventions bibliographiques. Il est recommandé d'utiliser les modèles {{Ouvrage}}, {{Chapitre}}, {{Article}}, {{Lien web}} et/ou {{Bibliographie}}. Le mode d'édition visuel peut mettre en forme automatiquement les références.
- Insérer une infobox (cadre d'informations à droite) n'est pas obligatoire pour parachever la mise en page.

Pour une aide détaillée, merci de consulter Aide:Wikification.
Si vous pensez que ces points ont été résolus, vous pouvez retirer ce bandeau et améliorer la mise en forme d'un autre article.
Le Championnat d'Allemagne de hockey sur gazon, actuellement connu sous le nom de Feldhockey Bundesliga est le plus haut niveau de hockey sur gazon masculin en Allemagne et est gérée par la Fédération allemande de hockey. La ligue se classe actuellement au premier rang du classement de la ligue européenne masculine. Elle a été fondée en 1937.

## Format
La saison commence en août ou septembre et est interrompue par la saison de hockey en salle de novembre à mars. À partir d'avril, la saison extérieure se poursuivra. Depuis la saison 2011-12, la ligue a été disputée par douze équipes qui se sont affrontées deux fois et qui se sont disputées quatre places dans le championnat play-offs. Les numéros un et quatre et les numéros deux et trois se sont affrontés en demi-finale et les vainqueurs se sont qualifiés pour la finale où le vainqueur a été couronné champion. Les deux dernières équipes ont été reléguées en 2e Bundesliga.
Pour la saison 2019-2020, la Fédération allemande de hockey a introduit un nouveau format. La ligue est disputée par douze équipes regroupées en deux poules de six (poule A et poule B) en fonction du classement de la saison précédente. Les équipes d'une même poule s'affrontent 2 fois et affrontent une fois les équipes de l'autre poule. Les quatre premiers de chaque poule sont qualifiés pour les play-offs et les deux derniers de chaque poule jouent les play-downs.
Les quarts de finale des play-offs se jouent en best-of-2 selon le schéma suivant :
- Série 1 : 1A/4B
- Série 2 : 2B/3A
- Série 3 : 1B/4A
- Série 4 : 2A/3B

## Finales
| Saison    | Champion            | Résultats             | Vice-champion       | Lieu             |
| --------- | ------------------- | --------------------- | ------------------- | ---------------- |
| 1937      | Berliner SC         | 2–1 (a.p.)            | ETUF Essen          | Berlin           |
| 1937-1938 | Berliner SC         | 1–0                   | Sachsenhausen       | Frankfurt        |
| 1938-1939 | Sachsenhausen       | 1–0                   | Berliner SC         | Berlin           |
| 1939-1940 | Berliner SV         | 5–0                   | Sachsenhausen       | Berlin           |
| 1940-1941 | Berliner HC         | 1–0                   | Pasing              | Munich           |
| 1941-1942 | Berliner HC         | 1–1 (a.p.) 5–3        | Sachsenhausen       | Frankfurt Berlin |
| 1942–43   | Sachsenhausen       | 2–1                   | UHC Hamburg         | Frankfurt        |
| 1943–44   | LSV Hamburg         | 1–0 (a.p.)            | Sachsenahausen      | Magdeburg        |
| 1949–50   | Uhlenhorst Mülheim  | 1–0                   | Club Raffelberg     | Mülheim          |
| 1950–51   | Club Raffelberg     | 1–0                   | Uhlenhorst Mülheim  | Duisburg         |
| 1951–52   | Klipper THC         | 3–1                   | Wacker München      | Munich           |
| 1952–53   | Club Raffelberg     | 1–0 (a.p.)            | Uhlenhorst Mülheim  | Mülheim          |
| 1953–54   | Uhlenhorst Mülheim  | 4–2                   | Brandenburg         | Mülheim          |
| 1954–55   | Uhlenhorst Mülheim  | 1–0                   | Wacker München      | Mülheim          |
| 1955–56   | Brandenburg         | 2–1                   | Goslar              | Goslar           |
| 1956–57   | Uhlenhorst Mülheim  | 1–1 (a.p.) 2–0        | Club Raffelberg     | Duisburg Mülheim |
| 1957–58   | Uhlenhorst Mülheim  | 5–1                   | Klipper THC         | Mülheim          |
| 1958–59   | Brandenburg         | 1–0                   | Uhlenhorst Mülheim  | Mülheim          |
| 1959–60   | Uhlenhorst Mülheim  | 2–1 (a.p.)            | Berliner HC         | Mülheim          |
| 1960–61   | Berliner HC         | 3–1 (a.p.)            | Uhlenhorst Mülheim  | Mülheim          |
| 1961–62   | Berliner HC         | 3–0                   | Ludwigsburg         | Ludwigsburg      |
| 1962–63   | Berliner HC         | 4–1 (a.p.)            | Harvestehude        | Berlin           |
| 1963–64   | Uhlenhorst Mülheim  | 2–1                   | HG Nürnberg         | Mülheim          |
| 1964–65   | Berliner HC         | 2–1 (a.p.)            | UHC Hamburg         | Berlin           |
| 1965–66   | Gladbach            | 3–2 (a.p.)            | Rot-Weiss Köln      | Cologne          |
| 1967–1968 | Rüsselsheim         | 4–1                   | Schwarz-Weiß Köln   | Rüsselsheim      |
| 1968–69   | 1880 Frankfurt      | 2–1                   | Schwarz-Weiß Köln   | Cologne          |
| 1969–70   | 1880 Frankfurt      | 3–0                   | Rot-Weiss Köln      | Cologne          |
| 1970–71   | Rüsselsheim         | 1–0                   | Rot-Weiss Köln      | Rüsselsheim      |
| 1971–72   | Rot-Weiss Köln      | 2–1 (a.p.)            | 1880 Frankfurt      | Cologne          |
| 1972–73   | Rot-Weiss Köln      | 2–0                   | Rüsselsheim         | Rüsselsheim      |
| 1973–74   | Rot-Weiss Köln      | 3–1 (a.p.)            | Rüsselsheim         | Cologne          |
| 1974–75   | Rüsselsheim         | 5–3 (a.p.)            | Rot-Weiss Köln      | Rüsselsheim      |
| 1975–76   | Schwarz-Weiß Köln   | 3–1                   | Stuttgarter Kickers | Cologne          |
| 1976–77   | Rüsselsheim         | 4–1                   | Stuttgarter Kickers | Rüsselsheim      |
| 1977–78   | Rüsselsheim         | 2–0                   | Gladbach            | Mönchengladbach  |
| 1978–79   | Frankenthal         | 2–1                   | Hannover            | Frankenthal      |
| 1979–80   | Frankenthal         | 4–3 (a.p.)            | Schwarz-Weiß Köln   | Frankenthal      |
| 1980–81   | Gladbach            | 5–1                   | Frankenthal         | Frankenthal      |
| 1981–82   | Heidelberg          | 3–2                   | Limburg             | Heidelberg       |
| 1982–83   | Frankenthal         | 2–0                   | Schwarz-Weiß Köln   | Cologne          |
| 1983–84   | Limburg             | 3–1                   | Heidelberg          | Heidelberg       |
| 1984-1985 | Uhlenhorst Mülheim  | 3–1 (a.p.)            | Gladbach            | Mönchengladbach  |
| 1985-1986 | Uhlenhorst Mülheim  | 4–3                   | Stuttgarter Kickers | Limburg          |
| 1986-1987 | Uhlenhorst Mülheim  | 2–1                   | 1880 Frankfurt      | Mülheim          |
| 1987-1988 | Uhlenhorst Mülheim  | 3–1                   | 1880 Frankfurt      | Frankfurt        |
| 1988-1989 | 1880 Frankfurt      | 3–2 (p.s.)            | Uhlenhorst Mülheim  | Mülheim          |
| 1989-1990 | Uhlenhorst Mülheim  | 3–0                   | Rot-Weiss Köln      | Cologne          |
| 1990-1991 | Uhlenhorst Mülheim  | 2–1 (a.p.)            | Rot-Weiß München    | Mülheim          |
| 1991-1992 | Dürkheim            | 7–5 (p.s.)            | Uhlenhorst Mülheim  | Bad Dürkheim     |
| 1992-1993 | Dürkheim            | 2–1                   | Harvestehude        | Bad Dürkheim     |
| 1993-1994 | Uhlenhorst Mülheim  | 3–0                   | Harvestehude        | Mülheim          |
| 1994-1995 | Uhlenhorst Mülheim  | 6–1                   | Gladbach            | Mülheim          |
| 1995-1996 | Harvestehude        | 2–1                   | Uhlenhorst Mülheim  | Mülheim          |
| 1996-1997 | Uhlenhorst Mülheim  | 6–1                   | 1880 Frankfurt      | Bad Dürkheim     |
| 1997-1998 | Harvestehude        | 7–6 (p.s.)            | Gladbach            | Rüsselsheim      |
| 1998-1999 | Club an der Alster  | 3–2                   | Harvestehude        | Hambourg         |
| 1999-2000 | Harvestehude        | 9–8 (p.s.)            | Club an der Alster  | Mainz            |
| 2000-2001 | Club an der Alster  | 2–1                   | Dürkheim            | Bad Dürkheim     |
| 2001-2002 | Gladbach            | 2–1                   | Club an der Alster  | Hambourg         |
| 2002-2003 | Club an der Alster  | 5–4                   | Crefelder HTC       | Hambourg         |
| 2003-2004 | Club an der Alster  | 6–5                   | UHC Hamburg         | Hambourg         |
| 2004-2005 | Stuttgarter Kickers | 5–4 (p.s.)            | Club an der Alster  | Düsseldorf       |
| 2005-2006 | Crefelder HTC       | 7–1                   | Stuttgarter Kickers | Mönchengladbach  |
| 2006-2007 | Club an der Alster  | 9–8 (p.s.)            | UHC Hamburg         | Mönchengladbach  |
| 2007-2008 | Club an der Alster  | 5–2                   | Düsseldorfer HC     | Düsseldorf       |
| 2008-2009 | Rot-Weiss Köln      | 4–2 (a.p.)            | UHC Hamburg         | Mannheim         |
| 2009-2010 | Rot-Weiss Köln      | 4–2                   | UHC Hamburg         | Düsseldorf       |
| 2010-2011 | Club an der Alster  | 4–1                   | Uhlenhorst Mülheim  | Mannheim         |
| 2011-2012 | Berliner HC         | 2–1                   | Rot-Weiss Köln      | Berlin           |
| 2012-2013 | Rot-Weiss Köln      | 3–2                   | Uhlenhorst Mülheim  | Hambourg         |
| 2013-2014 | Harvestehude        | 5–1                   | Rot-Weiss Köln      | Hambourg         |
| 2014-2015 | Rot-Weiss Köln      | 4–3                   | UHC Hamburg         | Hambourg         |
| 2015-2016 | Rot-Weiss Köln      | 2–2 (a.p.) (6–5 s.o.) | UHC Hamburg         | Mannheim         |
| 2016-2017 | Mannheimer HC       | 3–2                   | Rot-Weiss Köln      | Mannheim         |
| 2017-2018 | Uhlenhorst Mülheim  | 3–2                   | Rot-Weiss Köln      | Krefeld          |
| 2018-2019 | Uhlenhorst Mülheim  | 5–4                   | Mannheimer HC       | Krefeld          |
| 2019-2021 | Rot-Weiss Köln      | 1–0                   | Uhlenhorst Mülheim  | Mannheim         |
| 2021-2022 |                     |                       |                     | Bonn             |
| Source    |                     |                       |                     |                  |